# Beopjusa
Beopjusa o Templo Beopju es el templo principal de la orden de Jogye del budismo coreano. Está ubicado dentro del parque nacional Songnisan, entre las provincias de Gyeongsangbuk-do y Chungcheongbuk-do. La estatua de latón de Buddha en el templo es la más grande de Corea, con una altura de 33 metros y terminada en 1989. Este templo forma parte de los Sansa, monasterios budistas de las montañas en Corea, considerados desde 2018 como Patrimonio de la Humanidad.
El templo practica la adoración de Maitreya y está asociado con la escuela de pensamiento Darma, conocida como yushikjong (유식종) en Corea.

## Historia
Beopjusa fue fundado en el año 553 por el monje Uisin, quien le dio este nombre que significa “el templo donde el Dharma de Buddha descansa”. Según los registros, el monje Uisin permaneció en este templo después de regresar de un viaje a la India donde trajo en un burro blanco las escrituras budistas. Se especula que el templo primero se llamó Gilsangsa, luego Songnisa, hasta adoptar su nombre actual.

### Silla unificada
El templo fue reconstruido en el año 720, y se cree que fue reconstruido una vez más por el maestro Jinpyo y su discípulo Yeongsim alrededor del año 760. Probablemente fue llamado templo Gilsangsa durante el periodo de Silla unificada. Con la construcción de varios edificios durante el siglo IX, este templo fue el más representativo de la montaña Songinsan.

### Dinastía Koryo
El templo creció significativamente con el apoyo de la familia real de la dinastía Koryo. El origen de estas relaciones con la casa real se remontan desde que se hosperadara el Supremo Patriarca Dosaeng, quien era el quinto hijo del rey Munjong. Después de esto, varios reyes de la dinastía se hospedaron en el templo. Durante este tiempo se menciona que el templo llegó a albergar hasta tres mil monjes.
La mayor parte de la historia del templo de este tiempo está documentado en el libro Beopjusa-sajeokgi, el cual es consistente con los documentos históricos de la época como los registros de Goryeosa y el Goryeo-sajyeryo. Sin embargo, en los registros de Goryeosa el templo es llamado Songnisa.

### Dinastía Joseon
Aunque el apoyo al budismo mermó durante la dinastía Joseon, Beojupsa mantuvo relaciones cercanas con la familia real en esta época, recibiendo apoyo del rey Sejo.
Durante las invasiones japonesas a Corea (1592-1598), la mayor parte del templo se incendió. El templo fue reconstruido hasta 1626 por el Gran Monje Samyeong, durante el reinado de Injo.   
En 1851, el Yeonguijeong Gwon Don-in ordenó reconstruir el templo. En 1872, el salón de las dos historias Yonghwabojeon fue demolido. En su lugar ahora se encuentra la estatua colosal de Buddha.